# 李绍珍
李绍珍（1932年9月16日—2001年3月14日），出生于广东广州，原籍广东台山，中国眼科学专家，中国工程院院士。

## 生平
1954年毕业于华南医学院，1962年毕业于中山医学院眼科，获硕士学位。1999年当选为中国工程院院士。